# لوکا پترونگارو
لوکا پترونگارو (انگلیسی: Luca Petrungaro؛ زادهٔ ۳۰ ژانویهٔ ۲۰۰۰) بازیکن فوتبال اهل ایتالیا است.
وی همچنین در تیم ملی فوتبال زیر ۱۷ سال ایتالیا بازی کرده‌است.